# William Lassell
William Lassell (n. 18 iunie 1799 – d. 5 octombrie 1880) a fost un astronom englez. S-a îmbogățit făcând afaceri cu bere. A construit un observator lângă Liverpool dotat cu un telescop reflector de 610 mm, folosind pentru prima dată montura ecuatorială pentru urmărirea ușoară a obiectelor pe măsură ce Pământul se rotește. 
În 1846, Lassell a descoperit satelitul Triton, cel mai mare satelit a lui Neptun, la doar 17 zile de la descoperirea lui Neptun de către astronomul german Johann Gottfried Galle. În 1848 a co-descoperit independent Hyperion, satelit a lui Saturn. În 1851 a descoperit sateliții lui Uranus, Ariel și Umbriel.
În 1855 a construit un telescop de 1.200 mm pe care l-a instalat în Malta datorită condițiilor de observare favorabile. În 1849 i s-a decernat Medalia de Aur a Societății Regale de Astronomie, fiind și președintele acesteia pentru doi ani (începând din 1870). 
Lassell a murit în Maidenhead în 1880 lăsând o avere de £80,000 (echivalentul mai multor milioane de dolari americani după standardele actuale).
Un crater pe Lună, unul pe Marte și un inel a lui Neptun au fost numite în onoarea lui.